# 兰玉 (越南歌手)

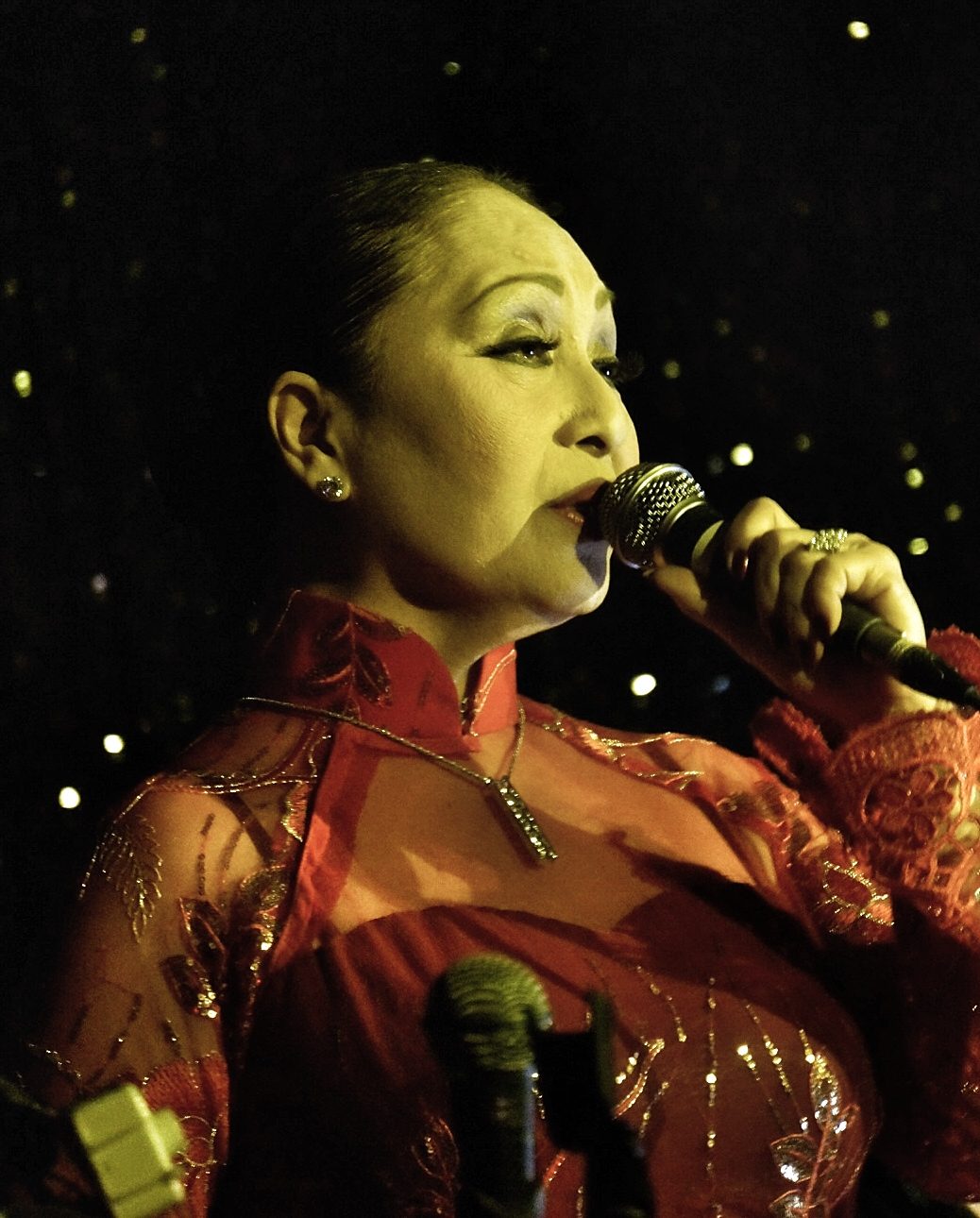
2014年的兰玉。

兰玉（1948年—），是越南女歌手。她是越南作曲家鄭公山的好友。曾演唱Cánh hoa bay，Con thuyền không bến等歌曲。
1972年，兰玉与医生结婚，10年后两人育有一女。1975年后，兰玉公開露面的次數開始減少。她將更多時間花在家庭上。2014年后，兰玉與女儿移居美国。